# Liwan
Para otros usos de este término, véase:Liwan
Liwán (en chino: 荔湾区, pinyin: Lìwān Qū) es una ciudad-distrito bajo la administración de la ciudad subprovincial de Cantón, al sur de la República Popular China. Su área es de 62.4 km² y su población es de 730.000 (2008).

## Administración
La ciudad-distrito de Liwán se divide en 2 distritos menores Liwán (荔湾区) que se divide en 13 subdistritos y Fangcún (芳村区) que se divide en 9 subdistritos.

Subdistritos del distrito menor de Liwán:
- Subdistrito Shǔ yuán de lìwān (属原荔湾区的街道)
- Subdistrito Huá lín (华林街道)
- Subdistrito féng yuán (逢源街道)
- Subdistrito lóng jīn (龙津街道)
- Subdistrito cǎihóng (彩虹街道)
- Subdistrito duō bǎo (多宝街道)
- Subdistrito lǐngnán (岭南街道)
- Subdistrito xicūn (西村街道)
- Subdistrito nán yuán (南源街道)
- Subdistrito jīn huā (金花街道)
- Subdistrito chāng huá (昌华)
- Subdistrito qiáo zhōng (桥中街道)
- Subdistrito zhàn qián (站前街道)
- Subdistrito shā miàn (沙面街道)

Subdistritos del distrito menor de fangcún:
- Subdistrito Shí wéi táng (石围塘)
- Subdistrito huā dì (花地)
- Subdistrito chá jiào (茶滘)
- Subdistrito chōng kǒu (冲口)
- Subdistrito báihè (白鹤)
- Subdistrito dòng (洞)
- Subdistrito dōng jiào (东漖)
- Subdistrito dōngshā (东沙)
- Sub-distritozhōngnán (中南)
- Subdistrito hǎilóng (海龙)

## Historia
Anteriormente llamado Xiguan, el distrito fue nombrado Lizhiwan, que se deriva del poema de "una bahía de aguas verdes y rojos lichis a lo largo de ambos bancos". Cubre un área de 16.2 kilómetros cuadrados y tiene una población permanente de alrededor de 540.000 y una población permanente de más de 200.000 no nativos. El distrito de Liwán yace en la parte oeste de florecimiento de Guangzhou, en la orilla noreste del río de las Perlas.

## Transporte
El distrito cuenta con una red de transporte bien desarrollado que le permite obtener beneficios como un lugar importante para los negocios. Cuenta con la estación de tren y el aeropuerto internacional de Baiyun de Guangzhou, en el norte, también cuenta con puentes y túneles que la conectan con el oeste y este y carreteras que le permite ir y venir a la gente de una forma rápida

## Clima
Debido a su posición geográfica, los patrones climáticos en la siguiente tabla son los mismos de Cantón.
| Parámetros climáticos promedio de Liwán (1971–2000) | Parámetros climáticos promedio de Liwán (1971–2000) | Parámetros climáticos promedio de Liwán (1971–2000) | Parámetros climáticos promedio de Liwán (1971–2000) | Parámetros climáticos promedio de Liwán (1971–2000) | Parámetros climáticos promedio de Liwán (1971–2000) | Parámetros climáticos promedio de Liwán (1971–2000) | Parámetros climáticos promedio de Liwán (1971–2000) | Parámetros climáticos promedio de Liwán (1971–2000) | Parámetros climáticos promedio de Liwán (1971–2000) | Parámetros climáticos promedio de Liwán (1971–2000) | Parámetros climáticos promedio de Liwán (1971–2000) | Parámetros climáticos promedio de Liwán (1971–2000) | Parámetros climáticos promedio de Liwán (1971–2000) |
| Mes                                                 | Ene.                                                | Feb.                                                | Mar.                                                | Abr.                                                | May.                                                | Jun.                                                | Jul.                                                | Ago.                                                | Sep.                                                | Oct.                                                | Nov.                                                | Dic.                                                | Anual                                               |
| --------------------------------------------------- | --------------------------------------------------- | --------------------------------------------------- | --------------------------------------------------- | --------------------------------------------------- | --------------------------------------------------- | --------------------------------------------------- | --------------------------------------------------- | --------------------------------------------------- | --------------------------------------------------- | --------------------------------------------------- | --------------------------------------------------- | --------------------------------------------------- | --------------------------------------------------- |
| Temp. máx. media (°C)                               | 18.3                                                | 18.5                                                | 21.6                                                | 25.7                                                | 29.3                                                | 31.5                                                | 32.8                                                | 32.7                                                | 31.5                                                | 28.8                                                | 24.5                                                | 20.6                                                | 26.3                                                |
| Temp. mín. media (°C)                               | 10.3                                                | 11.7                                                | 15.2                                                | 19.5                                                | 22.7                                                | 24.8                                                | 25.5                                                | 25.4                                                | 24.0                                                | 20.8                                                | 15.9                                                | 11.5                                                | 18.9                                                |
| Lluvias (mm)                                        | 40.9                                                | 69.4                                                | 84.7                                                | 201.2                                               | 283.7                                               | 276.2                                               | 232.5                                               | 227.0                                               | 166.2                                               | 87.3                                                | 35.4                                                | 31.6                                                | 1736.1                                              |
| Días de lluvias (≥ 0.1 mm)                          | 7.5                                                 | 11.2                                                | 15.0                                                | 16.3                                                | 18.3                                                | 18.2                                                | 15.9                                                | 16.8                                                | 12.5                                                | 7.1                                                 | 5.5                                                 | 4.9                                                 | 149.2                                               |
| Horas de sol                                        | 118.5                                               | 71.6                                                | 62.4                                                | 65.1                                                | 104.0                                               | 140.2                                               | 202.0                                               | 173.5                                               | 170.2                                               | 181.8                                               | 172.7                                               | 166.0                                               | 1628.0                                              |
| Humedad relativa (%)                                | 72                                                  | 78                                                  | 82                                                  | 84                                                  | 84                                                  | 84                                                  | 82                                                  | 82                                                  | 78                                                  | 72                                                  | 66                                                  | 66                                                  | 77.5                                                |
| Fuente: China Meteorological Administration         |                                                     |                                                     |                                                     |                                                     |                                                     |                                                     |                                                     |                                                     |                                                     |                                                     |                                                     |                                                     |                                                     |